# フィリップ・ジョンソン

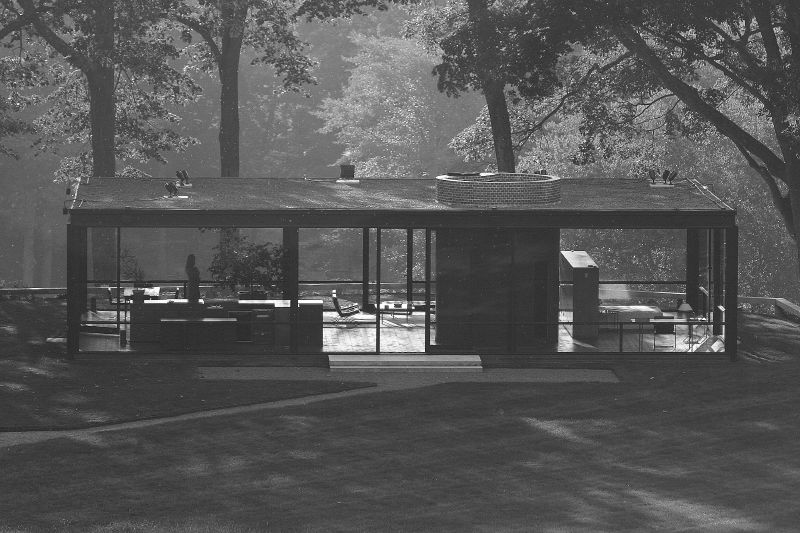
自邸・ガラスの家

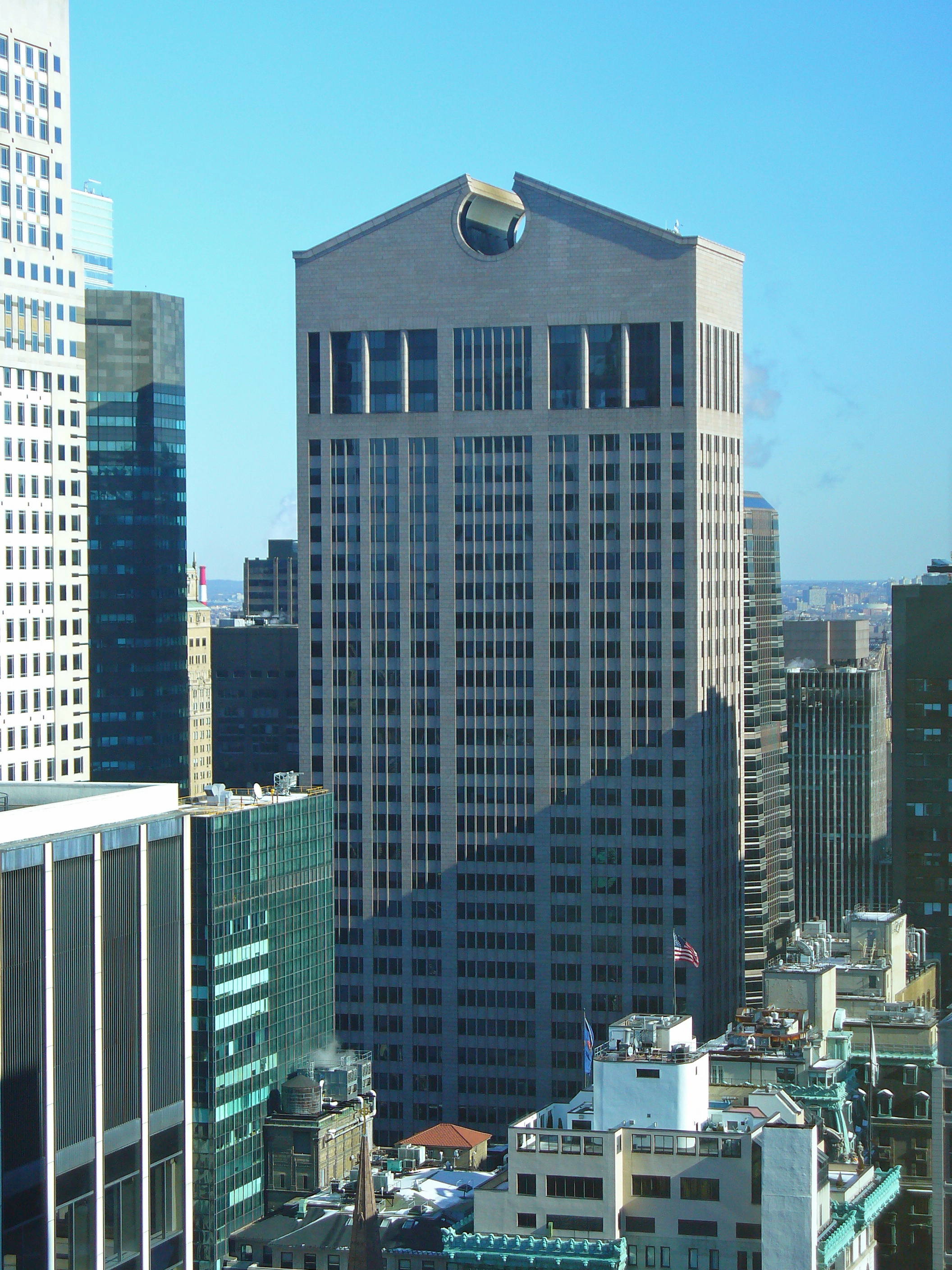
AT&Tビル 現・ソニービル

フィリップ・ジョンソン（Philip Johnson, 1906年7月8日 - 2005年1月25日）は、アメリカのモダニズムを代表する建築家。

## 生涯
オハイオ州クリーブランドに生まれ、ニューイングランドで育った。1923年にニューヨークのハックリー・スクールを卒業後ハーバード大学に入学。哲学を専攻した。在学中に弁護士の父から譲られた株が高騰し、巨額の富を手にした。1927年に卒業。その後ヨーロッパを巡り、古典建築及び近代建築に触れた。
1930年、ニューヨーク近代美術館（MOMA）の初代館長アルフレッド・バーの誘いでキュレーターに就任。1932年、建築史家のヘンリー・ラッセル・ヒッチコックと共に近代建築展（インターナショナル・スタイル- 1922年以後の建築）を開催し、アメリカにヨーロッパ最先端のモダニズム建築を紹介した。翌年には「アメリカ・スカイスクレーパーの誕生」展を開催するなど精力的に活動したが、1936年、辞職。1930年代初めのドイツ旅行の際に触れたナチズムに感化され政治活動を行った。
1940年、再びハーバード大学建築学部大学院に入学し、グロピウス、マルセル・ブロイヤーらに建築学を学んだ。
卒業後はアメリカ軍技術師団に志願入隊し、第二次世界大戦の終戦まで過ごした。
1946年から1954年にかけて再度ニューヨーク近代美術館（MOMA）のキュレーターに就任。1947年には「ミース・ファン・デル・ローエ」展を開催し、アメリカで初めてミースを紹介しその活動に助力した。
ミースのシーグラム・ビルディングにも協力し、モダニズムの建築家の代表となった。1984年のAT&Tビルではポスト・モダニズムへの展開を見せた。

## 建築作品
- 自邸・ガラスの家（1949年）
- ロックフェラー・ゲストハウス（1950年）
- リチャード・ホジソン邸（1951年）
- クネシス・ティフィレス・ユダヤ教会（1956年）
- セント・トーマス大学（1957年）
- シーグラム・ビルディング（1958年） ミースと共同設計
  - フォーシーズンズ・レストラン（1958年）
- アジア・ハウス（1959年）
- マンソン・ウィリアム・プロクター協会美術館（1960年）
- エーモン・カーター美術館（1961年）
- シェルドン美術館（1963年）
- MOMA増改築・彫刻庭園（1964年）
- ニューヨーク世界博・ニューヨーク州パヴィリオン（1964年）
- リンカーン・センター・ニューヨーク州立劇場（1964年）
- モンテフィヨオール病院医学研究所（1965年）
- クライン生物学タワー（1965年）
- ボストン公共図書館増築（1972年）
- エルマー・ホームズ・ボブスト図書館（1973年）
- IDSビル（1973年）
- ウォーター・ガーデン（1974年）
- ペンゾイル・プレイス（1976年）
- ガラスのカテドラル（1979年）
- リパブリック・センター（1983年）
- ウイリアムズ・タワー（1983年）
- AT&Tビル（現550 マディソン・アベニュー 2016年までソニービルと呼ばれた、1984年）
- PPGプレイス（英語版）（1984年）
- バンク・オブ・アメリカ・センター（英語版）（1984年）
- リップスティック・ビル（1986年）
- メイドン・レーン33番地ビル（1986年）
- 190サウス・ラサール・ストリート（1987年）
- プエルタ・デ・エウローパ（1993年）

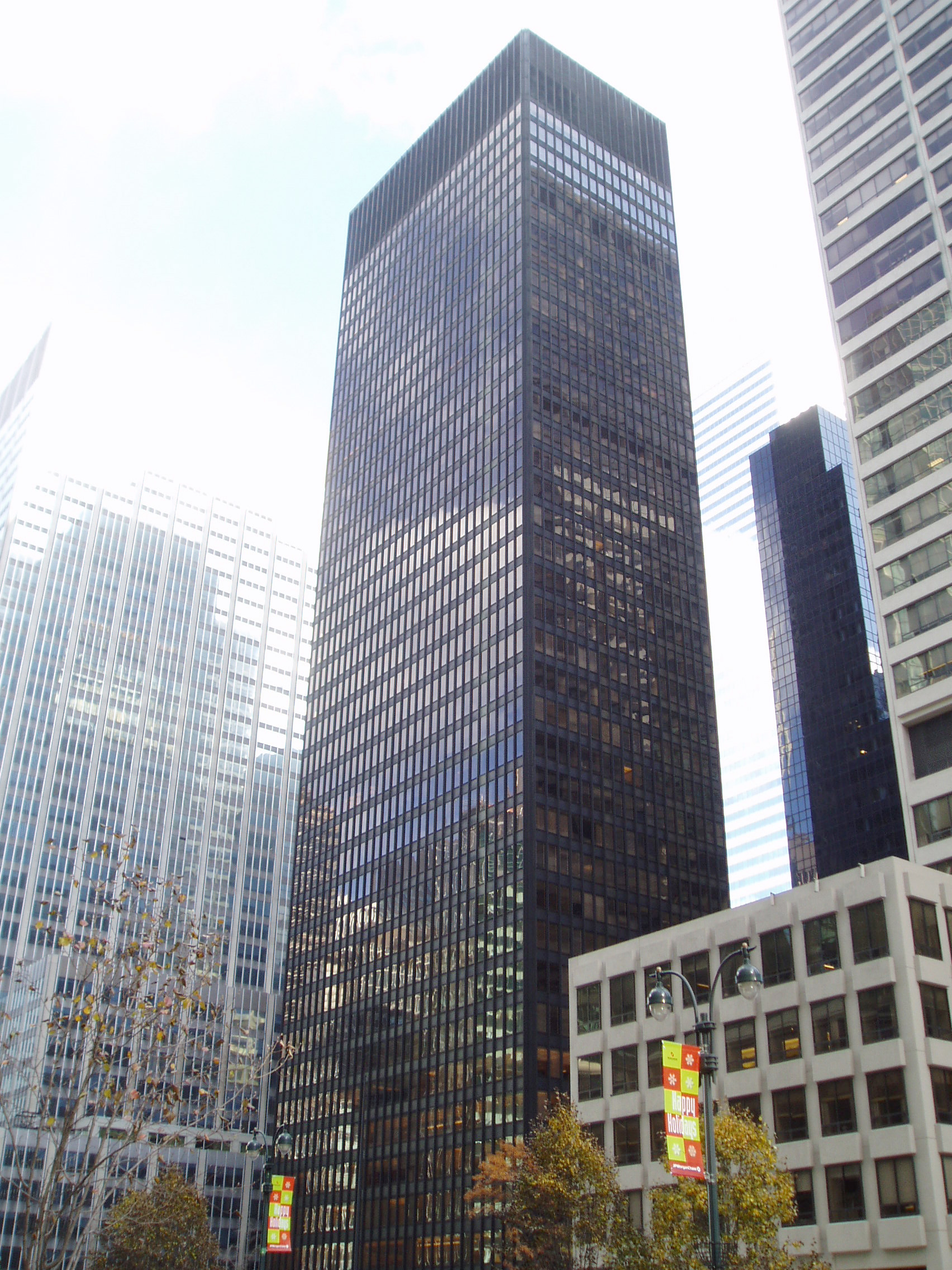
シーグラム・ビル
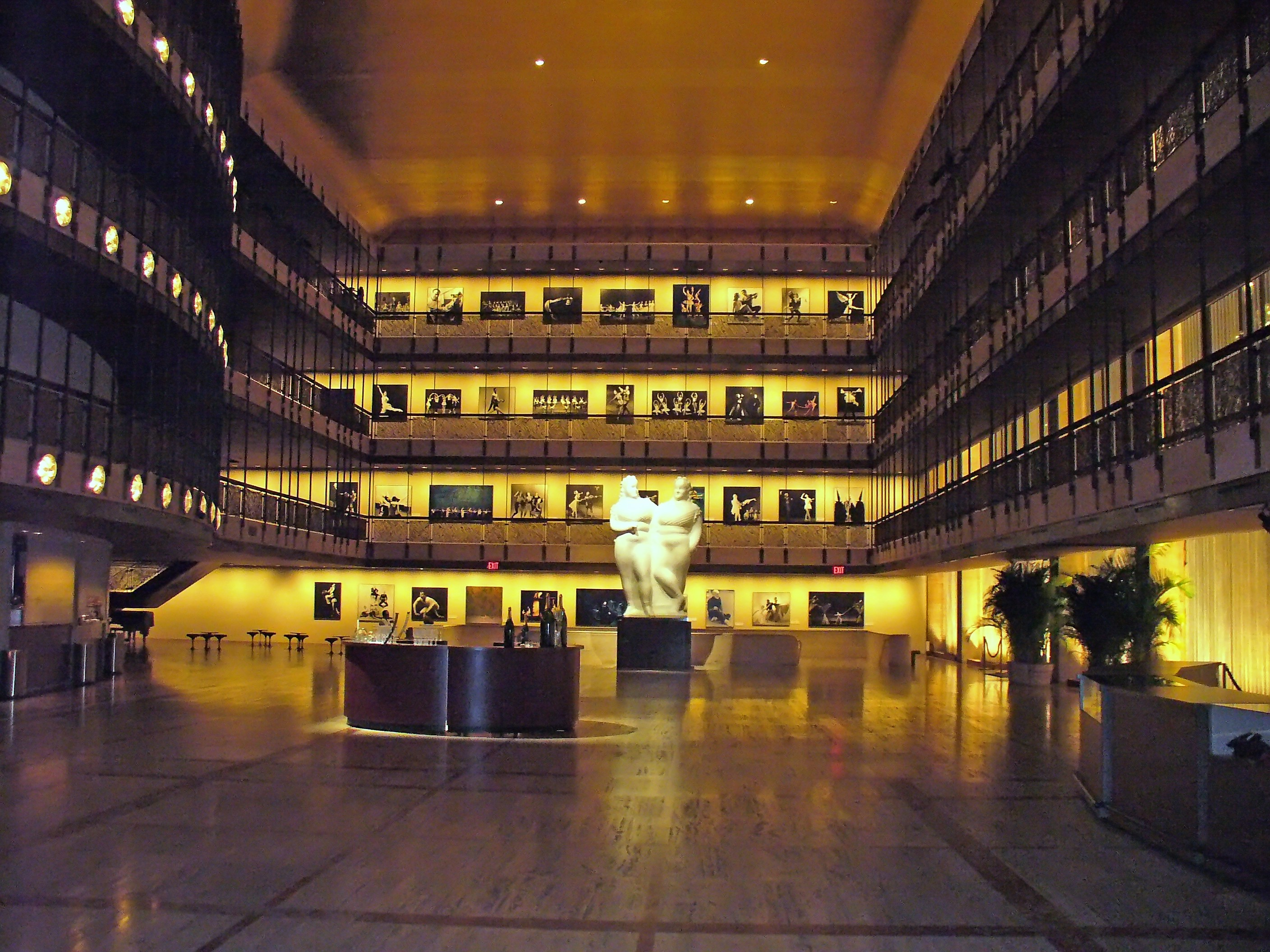
ニューヨーク州立劇場
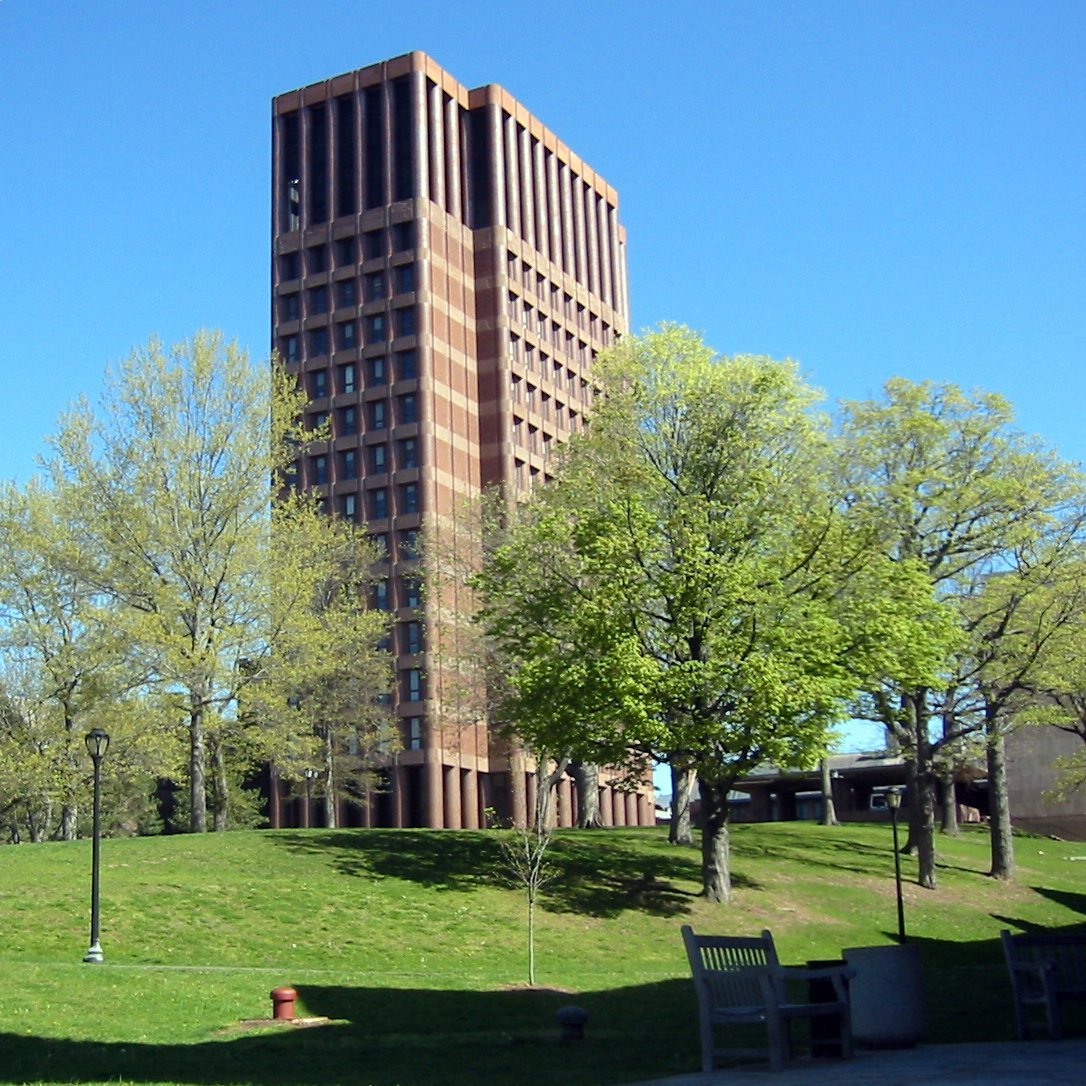
クライン生物学タワー
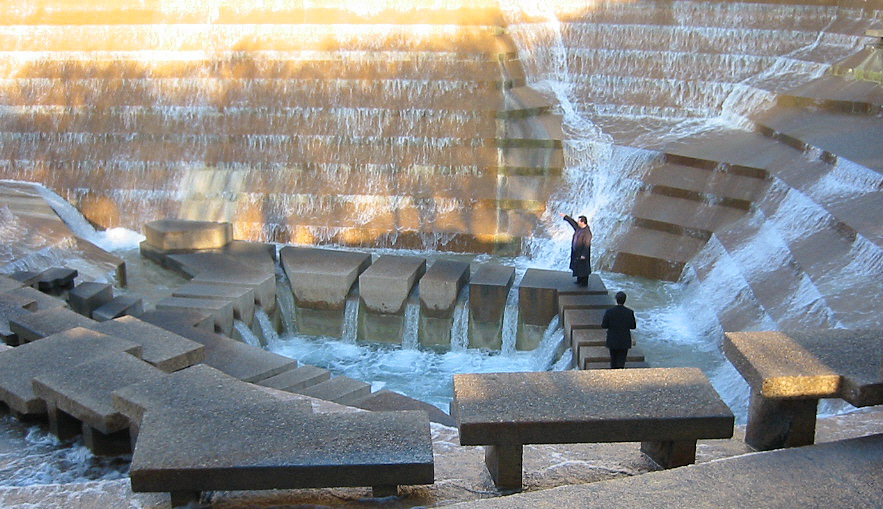
ウォーター・ガーデン
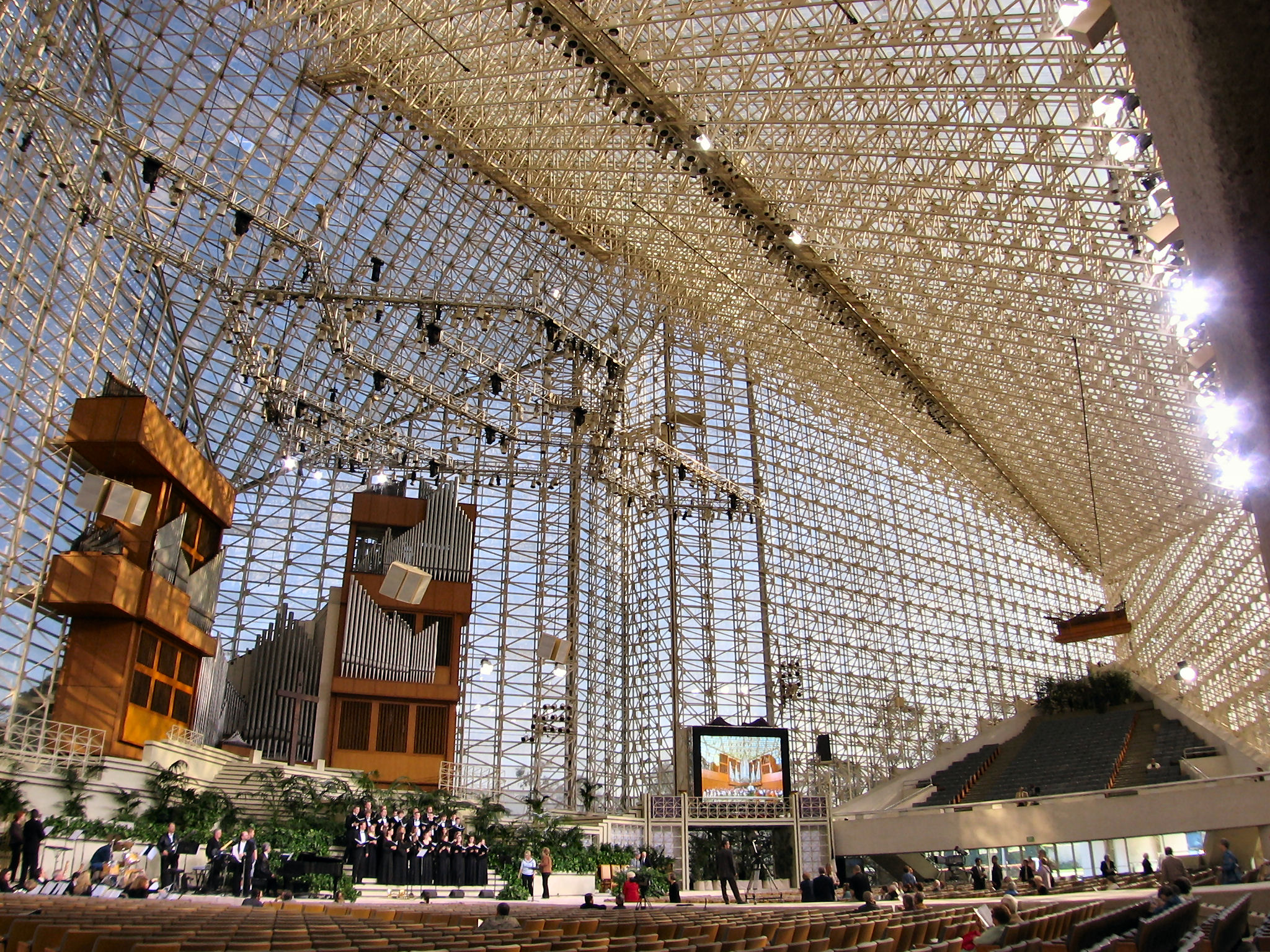
ガラスのカテドラル
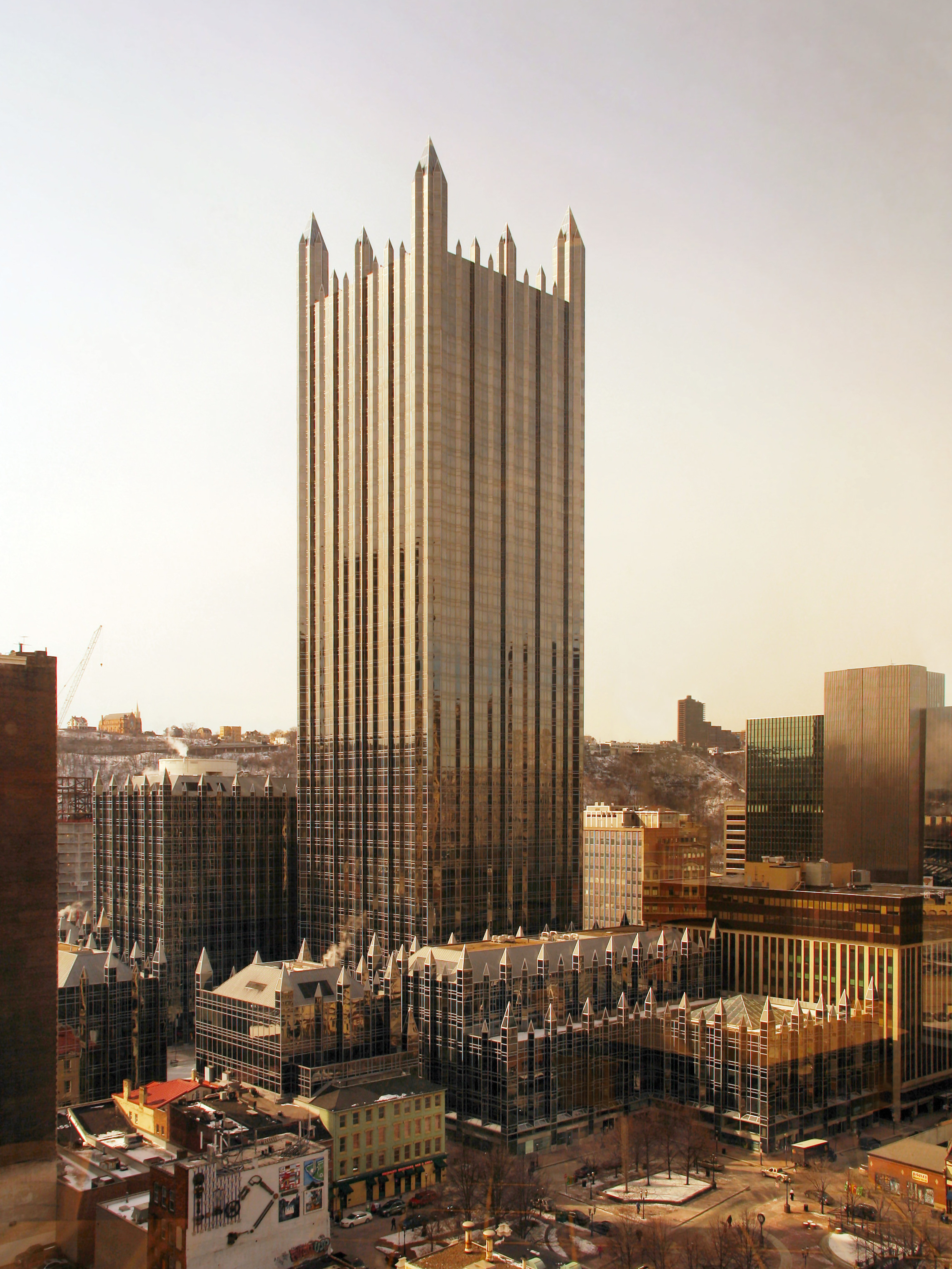
PPGプレイス
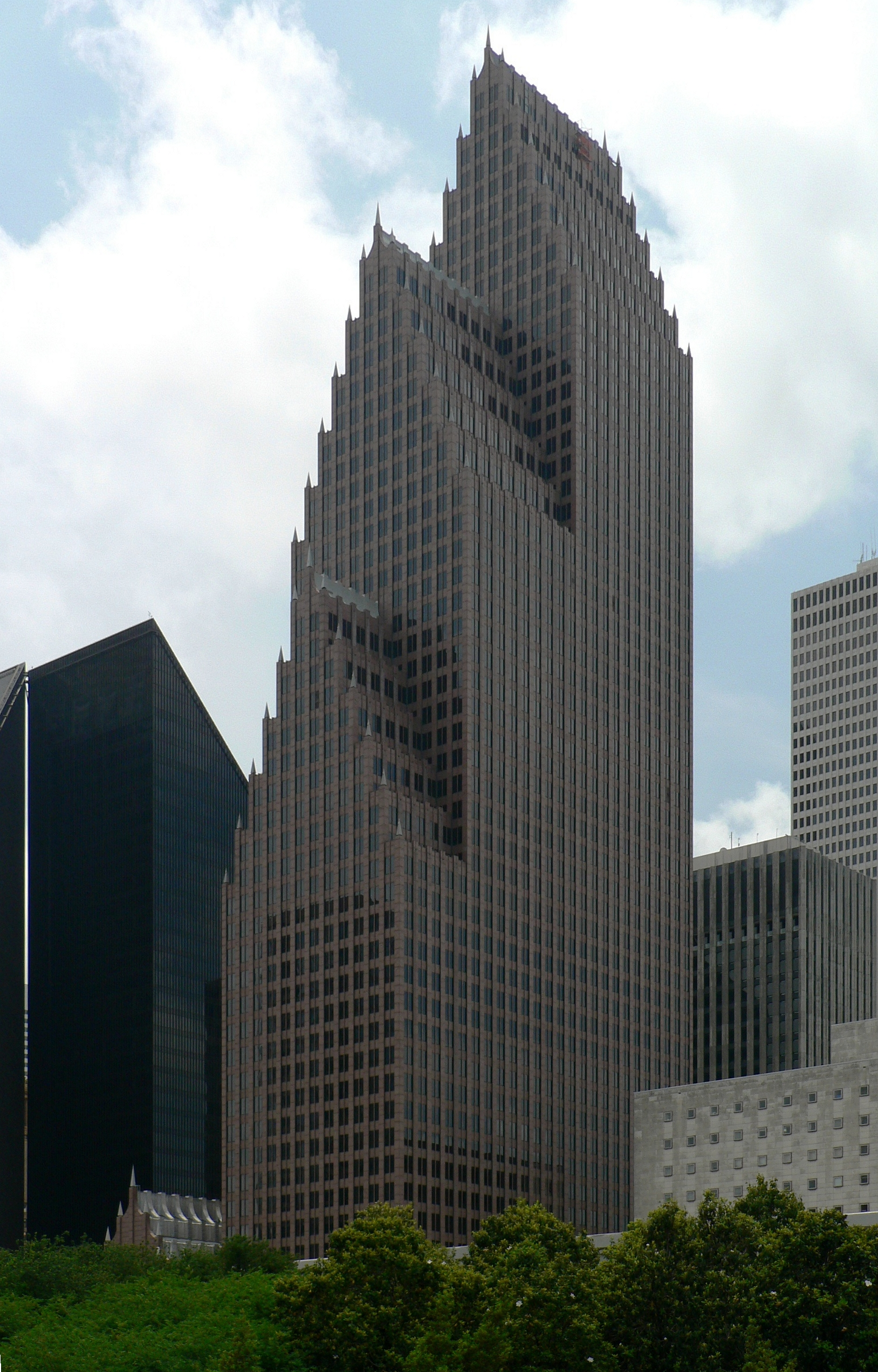
バンク・オブ・アメリカ・ センター
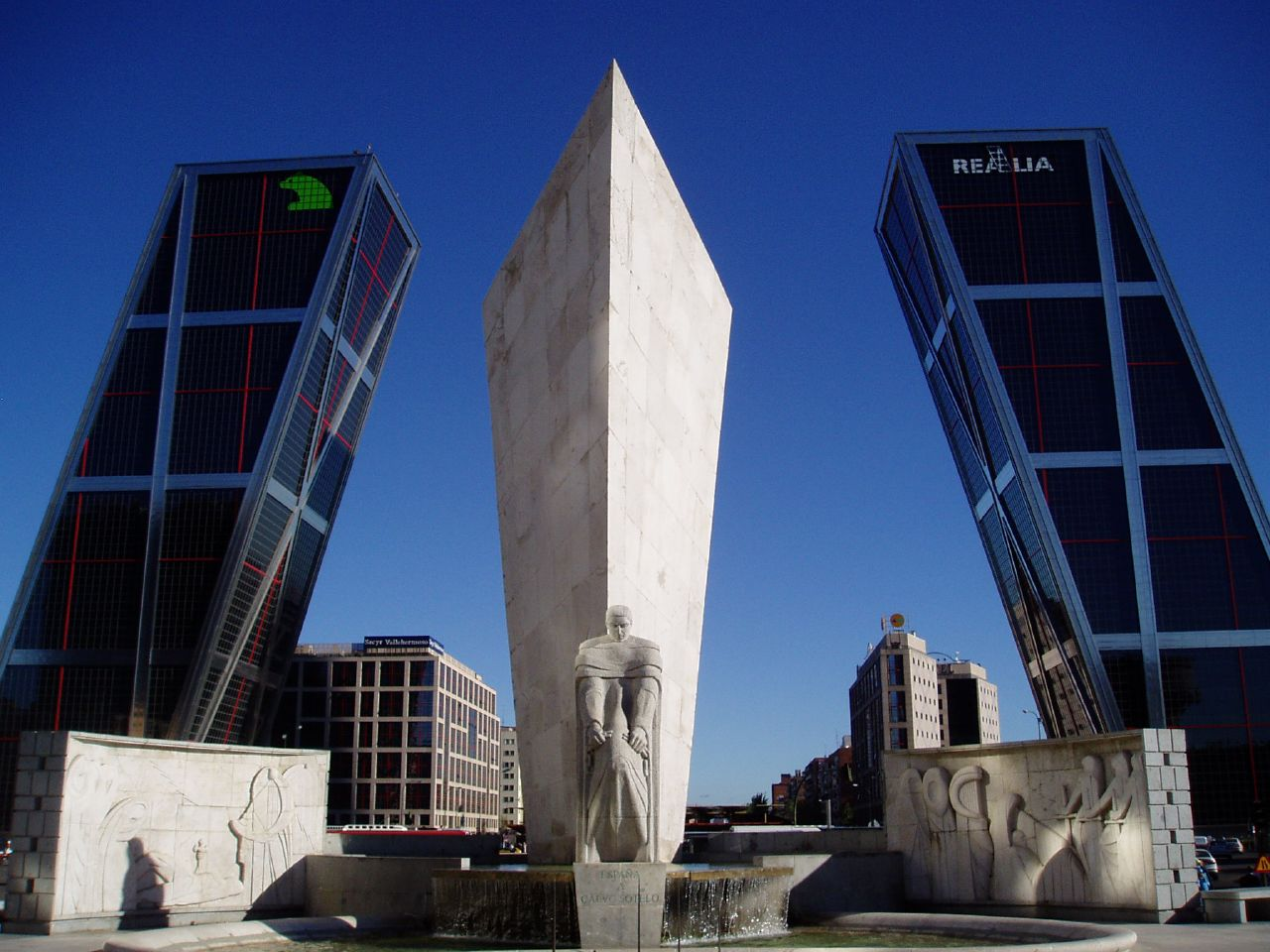
プエルタ・デ・エウロパ

## 著作
- インターナショナル・スタイル（1932年）、ヘンリー・ラッセル・ヒッチコックと共著
  - 『インターナショナル・スタイル』武沢秀一訳、鹿島出版会〈SD選書〉、1978年
- 機械芸術（1934年）
- ミース・ファン・デル・ローエ（1947年）

### 伝記
- マーク・ラムスター『評伝フィリップ・ジョンソン　20世紀建築の黒幕』横手義洋監修、松井健太訳、左右社、2020年